# بورلی (نیوجرسی)
بورلی (به انگلیسی: Beverly) شهری در ایالت نیوجرسی کشور ایالات متحده آمریکا است که جمعیت آن در سرشماری سال ۲۰۱۰ میلادی، ۲٬۵۷۷ نفر بوده‌است.